# Мішавака (Індіана)
Мішавака (англ. Mishawaka) — місто (англ. city) в США, в окрузі Сент-Джозеф штату Індіана. Населення — 51 063 особи (2020).

## Географія
Мішавака розташована за координатами 41°40′18″ пн. ш. 86°9′59″ зх. д. / 41.67167° пн. ш. 86.16639° зх. д. (41.671733, -86.166296).  За даними Бюро перепису населення США в 2010 році місто мало площу 44,92 км², з яких 44,02 км² — суходіл та 0,90 км² — водойми.

## Демографія
Згідно з переписом 2010 року, у місті мешкали 48 252 особи в 21 343 домогосподарствах у складі 11 730 родин. Густота населення становила 1074 особи/км².  Було 24088 помешкань (536/км²).
Расовий склад населення:
| - 86,1 % — білих - 6,9 % — чорних або афроамериканців - 1,9 % — азіатів - 0,4 % — корінних американців - 0,1 % — вихідців з тихоокеанських островів - 1,6 % — осіб інших рас |

До двох чи більше рас належало 2,9 %. Частка іспаномовних становила 4,5 % від усіх жителів.
За віковим діапазоном населення розподілялося таким чином: 23,1 % — особи молодші 18 років, 63,3 % — особи у віці 18—64 років, 13,6 % — особи у віці 65 років та старші. Медіана віку мешканця становила 34,7 року. На 100 осіб жіночої статі у місті припадало 88,9 чоловіків;  на 100 жінок у віці від 18 років та старших — 85,0 чоловіків також старших 18 років.
Середній дохід на одне домашнє господарство  становив 48 557 доларів США (медіана — 38 143), а середній дохід на одну сім'ю — 56 422 долари (медіана — 47 440). Медіана доходів становила 40 728 доларів для чоловіків та 31 727 доларів для жінок. За межею бідності перебувало 19,3 % осіб, у тому числі 30,0 % дітей у віці до 18 років та 7,4 % осіб у віці 65 років та старших.
Цивільне працевлаштоване населення становило 23 049 осіб. Основні галузі зайнятості: освіта, охорона здоров'я та соціальна допомога — 26,0 %, виробництво — 17,5 %, роздрібна торгівля — 14,1 %.